# Campeonato Sudamericano de Gimnasia Rítmica de 2015
El Campeonato Sudamericano de Gimnasia Rítmica de 2015 fue disputado en Cochabamba, Bolivia; entre el 8 y 11 de octubre de 2015.

## Participantes
De acuerdo a una página no oficial, participaron 198 gimnastas de 8 países, en cuatro categoríasː infantil A (9-10 años), infantil B (11-12 años), juvenil (13-15 años) y élite (mayor a 16 años).
| - Argentina - Bolivia - Brasil - Chile | - Colombia - Ecuador - Uruguay - Venezuela |

## Resultados
| Evento              | Oro                                                                     | Plata                                                                     | Bronce                                                      |
| ------------------- | ----------------------------------------------------------------------- | ------------------------------------------------------------------------- | ----------------------------------------------------------- |
| Equipo completo     | Brasil · Natália Gaudio · Simone Luiz · Mayra Siñeriz · Carolina Garcia | Colombia · Lina Dussan · Carolina Vélez · Laura Angarita · Daniela Molina | Chile · Valeska Gonzalez · Ignacia Baeza · Valentina Castro |
| Individual completo | Natália Gaudio                                                          | Lina Dussan                                                               | Melissa Pérez                                               |
| Aro                 | Natália Gaudio                                                          | Simone Luiz                                                               | Lina Dussan                                                 |
| Cinta               | Natália Gaudio                                                          | Carolina Garcia                                                           | Lina Dussan                                                 |
| Mazas               | Natália Gaudio                                                          | Valeska Gonzalez                                                          | Simone Luiz                                                 |
| Pelota              | Natália Gaudio                                                          | Valeska Gonzalez                                                          | Melissa Pérez                                               |

## Medallero
| #     | País     | Medalla de oro, América del Sur | Medalla de plata, América del Sur | Medalla de bronce, América del Sur | Total |
| ----- | -------- | ------------------------------- | --------------------------------- | ---------------------------------- | ----- |
| 1     | Brasil   | 6                               | 2                                 | 1                                  | 9     |
| 2     | Colombia | 0                               | 2                                 | 2                                  | 4     |
| 3     | Chile    | 0                               | 2                                 | 1                                  | 3     |
| 4     | Ecuador  | 0                               | 0                                 | 2                                  | 2     |
| Total | Total    | 6                               | 6                                 | 6                                  | 18    |